# Унтершнајдхајм
Унтершнајдхајм (њем. Unterschneidheim) општина је у њемачкој савезној држави Баден-Виртемберг. Једно је од 42 општинска средишта округа Осталб. Према процјени из 2010. у општини је живјело 4.601 становника. Посједује регионалну шифру (AGS) 8136075.

## Географски и демографски подаци
Унтершнајдхајм се налази у савезној држави Баден-Виртемберг у округу Осталб. Општина се налази на надморској висини од 487 метара. Површина општине износи 68,1 km². У самом мјесту је, према процјени из 2010. године, живјело 4.601 становника. Просјечна густина становништва износи 68 становника/km².

## Међународна сарадња
| Мјесто | Држава    | Врста сарадње | Од    |
| ------ | --------- | ------------- | ----- |
|        | Француска | партнерство   | 1988. |
| Извор  |           |               |       |